# Biegeschwinger (Gerät)
Ein Biegeschwinger ist ein Gerät zur Bestimmung der Dichte von Flüssigkeiten und Gasen. Die Dichte wird aus der Messung der Eigenfrequenz eines mit dem zu untersuchenden Medium gefüllten Biegeschwingers errechnet. Das Prinzip der Messung beruht also auf einem Feder-Masse-Schwinger, dessen Masse teilweise durch das zu messende Medium gebildet wird.

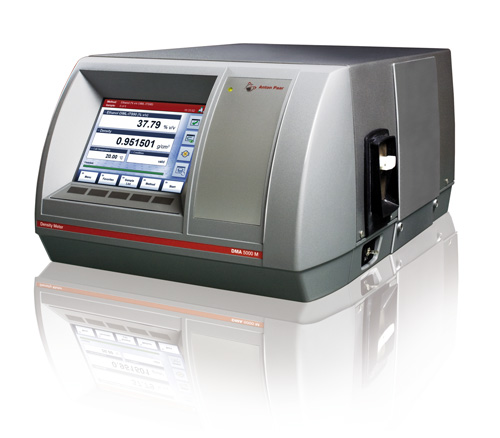
Digitales Dichtemessgerät mit eingebautem Biegeschwinger; Anton Paar

Prinzip des digitalen Dichtemessgerätes

Die Probe wird in ein schwingfähiges U-förmiges Röhrchen (meist aus Glas, im Fall von aggressiven Proben auch aus Spezialstahl) eingefüllt, dessen beide Schenkel die Federelemente eines Biegeschwingers bilden, ähnlich einer Stimmgabel. Die Schwingungsrichtung steht normal (senkrecht) auf der Ebene der beiden Schenkel. Das Rohr wird auf elektronischem Wege zu einer ungedämpften Schwingung mit möglichst geringer Amplitude angeregt.
Die Eigenfrequenz des Schwingers wird von jenem Teil der Probenmasse beeinflusst, welcher an der Schwingung tatsächlich teilnimmt. Das an der Schwingung teilnehmende Volumen ist durch die ruhenden Schwingknoten an den Einspannstellen des Schwingers begrenzt.
Ist der Schwinger mindestens bis zu den Einspannstellen (die Aufhängungs-/Montagepunkte des schwingenden U-Röhrchens) mit der Probe gefüllt, nimmt immer dasselbe genau definierte Volumen an der Schwingung teil, und die Masse der Probe kann daher proportional zu ihrer Dichte angenommen werden.
Eine Überfüllung des Schwingers über die Einspannstellen hinaus ist für die Messung belanglos. Aus diesem Grund können mit dem Schwinger auch die Dichten von Medien gemessen werden, die den Schwinger durchströmen (kontinuierliche Messung).

## Digitale Biegeschwinger-Messgeräte
Im digitalen Dichtemessgerät wird die mechanische Schwingung des Biegeschwingers z. B. elektromagnetisch in eine Wechselspannung gleicher Frequenz umgewandelt. Die Periodendauer τ ist mit hoher Auflösung messbar und hängt wie folgt mit der Dichte ρ des im Schwinger befindlichen Mediums zusammen:
{\displaystyle \rho =A\cdot \tau ^{2}-B}
A und B sind Gerätekonstanten des jeweiligen Schwingers. Ihre Werte sind mittels Kalibrierung an zwei Substanzen mit exakt bekannten Dichten ρ1 und ρ2 bestimmbar. Moderne Geräte berechnen nach den zwei Kalibrierungsmessungen, bei denen häufig Luft und Wasser verwendet werden, die Konstanten A und B und speichern sie. Sie kompensieren durch geeignete Maßnahmen diverse parasitäre Einflüsse auf das Messergebnis, z. B. den Einfluss der Viskosität der Probe und die durch die endliche Masse des Messgerätes verursachte Nichtlinearität.
Das erste digitale Dichtemessgerät für Flüssigkeiten und Gase, das die Dichte mittels der Biegeschwinger-Methode von Otto Kratky et al. bestimmte, wurde 1967 von der Fa. Anton Paar GmbH auf der Achema präsentiert. Neben den Instrumenten für Labors und für die Prozessmessung (zum Beispiel für die Getränkeindustrie) gibt es auch tragbare Dichtemessgeräte mit Biegeschwinger (z. B. von Anton Paar oder von der Fa. Mettler-Toledo).